# Петропавлово (Удмуртия)
Петропа́влово — деревня в Увинском районе Удмуртии. Административный центр Петропавловского сельского поселения.

## География
Деревня находится на расстоянии 38 км к юго-востоку от посёлка Ува, административного центра района, и 46 км к западу от города Ижевск, столицы республики.

### Часовой пояс
Деревня Петропавлово, как и вся Удмуртская Республика, находится в часовой зоне МСК+1. Смещение применяемого времени относительно UTC составляет +4:00.

## Население
| 2010 | 2012 |
| ---- | ---- |
| 293  | ↘292 |

## Улицы
| - ул. 60 лет Октября, - ул. Заречная, - ул. Ключевая, | - ул. Лесная, - ул. Первомайская, - ул. Садовая. |